# Megaselia semipolita
Megaselia semipolita är en tvåvingeart som beskrevs av Borgmeier 1961. Megaselia semipolita ingår i släktet Megaselia och familjen puckelflugor. Inga underarter finns listade i Catalogue of Life.